# Howchinella
Howchinella es un género de foraminífero bentónico de la familia Geinitzinidae, de la superfamilia Geinitzinoidea, del suborden Fusulinina y del orden Fusulinida. Su especie tipo es Frondicularia woodwardi. Su rango cronoestratigráfico abarca el Sakmariense (Pérmico inferior).

## Clasificación
Howchinella incluye a las siguientes especies:
- Howchinella composita †
- Howchinella costata †
- Howchinella costulata †
- Howchinella deplanata †
- Howchinella dilatata †
- Howchinella elongata †
- Howchinella glandiformis †
- Howchinella incisa †
- Howchinella linguaeformis †
- Howchinella mantuanensis †
- Howchinella plana †
- Howchinella pseudojacutica †
- Howchinella rigida †
- Howchinella woodwardi †